# Mezza bugia
Mezza bugia è un singolo del cantante italiano Samuele Bersani, pubblicato il 2 luglio 2021 come terzo estratto dall'album in studio Cinema Samuele.